# Pete Rozelle

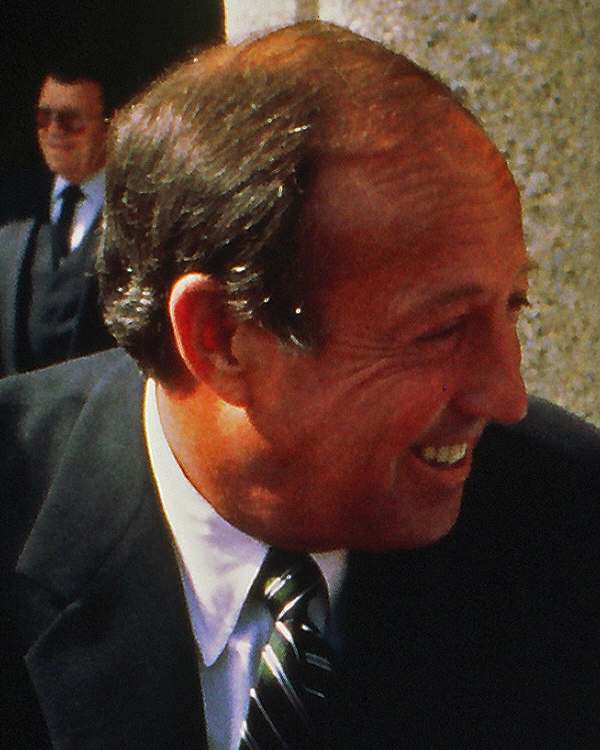
Rozelle in den frühen 1980er Jahren

Alwin Jay „Pete“ Rozelle (* 1. März 1926 in South Gate, Kalifornien; † 6. Dezember 1996 in Rancho Santa Fe, Kalifornien) war ein einflussreicher US-amerikanischer Sport-Funktionär. Er war von 1960 bis 1989 Commissioner der National Football League. Während seiner Amtszeit wurde American Football zur beliebtesten Sportart in den Vereinigten Staaten. Mit dem Super Bowl schuf er das größte Einzelsportereignis weltweit.

## Leben
Pete Rozelle war der ältere von zwei Söhnen eines Lebensmittelhändlers. Infolge der Weltwirtschaftskrise ging das Unternehmen bankrott und der Vater arbeitete fortan für Alcoa. Rozelle lernte an der Compton High School und spielte dort Basketball und Tennis. Nach dem Schulabschluss ging er zur US Navy. Er war von 1944 bis 1946 im Pazifik eingesetzt.
Nach seiner Militärzeit studierte Rozelle am Compton Junior College. Auf dem College-Campus trainierte auch die 1946 nach Los Angeles umgezogene NFL-Mannschaft der Rams. Während dieser Zeit begann er in der Werbeabteilung des Teams zu jobben. Diese Abteilung wurde zu dieser Zeit von Tex Schramm geleitet. Anschließend wechselte Rozelle zur University of San Francisco und wurde Leiter der Werbeabteilung der Leichtathletikgruppe. 1950 machte er seinen Abschluss und übernahm als zweite Tätigkeit die Funktion als Stellvertretender Sportdirektor. 1952 wurde er von Tex Schramm zum Werbedirektor der Los Angeles Rams ernannt. Von 1955 bis 1957 war er Partner eines Unternehmens, das die Werbung für die Olympischen Sommerspiele 1956 in Melbourne organisierte. Anschließend arbeitete er wieder für die Rams.
Am 11. Oktober 1959 war der Commissioner der NFL, Bert Bell, plötzlich verstorben. Diese Situation traf die Football-Liga völlig unvorbereitet. Dazu kam noch, dass die konkurrierende American Football League 1960 den Spielbetrieb aufnehmen wollte und damit das Monopol der NFL angriff. Die Sitzung der Eigner ab dem 19. Januar 1960 war deshalb aus mehreren Punkten wichtig. Zum einen stand die schnellstmögliche Erweiterung der Liga auf der Tagesordnung und zum anderen musste ein neuer Commissioner gefunden werden. Beim Commissioner hatten der kommissarische Leiter und Schatzmeister der Liga Austin Gunsel mit fünf Befürwortern (Colts, Eagles, Redskins, Giants und Steelers) und der Anwalt der San Francisco 49ers Marshall Leahy mit vier Befürwortern (49ers, Rams, Packers und Browns) die höchsten Chancen. Die Bears, Cardinals und die Lions hatten sich noch nicht festgelegt. Es war ein 3/4-Quorum erforderlich. Leahy konnte bei den Abstimmungen jeweils sieben Stimmen (49ers, Rams, Packers, Cardinals, Lions, Giants und Browns) auf sich vereinigen. Da er jedoch beabsichtigte, den Sitz der NFL nach San Francisco zu verlegen, gelang es nicht, mehr Eigner für seine Kandidatur zu gewinnen. Bereits am ersten Tag zeigte es sich, dass Gunsel die Abstimmung nicht gewinnen konnte. Auch weitere Kandidaten konnten den Leahy unterstützenden Block (Solid Seven) nicht auflösen. George Halas hatte sich weitgehend aus den Abstimmungen herausgehalten. Nach über 20 Abstimmungen begann er als Mediator aktiv zu werden. Schließlich wurde Pete Rozelle von Wellington Mara (Giants), Paul Brown (Cleveland Browns) und Art Rooney (Steelers) als Kompromisskandidat vorgeschlagen. Am 26. Januar 1960, nach 23 Abstimmungen, wurde er mit 8:1 Stimmen gewählt. Die Bears, die Lions und die Rams enthielten sich, die 49ers stimmten dagegen. Beide Seiten gingen davon aus, dass sie Rozelle für ihre Anliegen beeinflussen konnten. Rozelle erhielt zunächst einen Drei-Jahres-Vertrag mit einem Jahresgehalt von 50.000 Dollar.
Den Sitz der NFL verlegte er von Philadelphia nach New York.
Als eine der ersten Aktivitäten im Amt begann er, einen neuen Fernsehvertrag für die gesamte Liga auszuhandeln. Voraussetzung war jedoch die Änderung der Gesetzeslage. So wurde 1962 der erste ligaweite Vertrag mit CBS für 9,3 Millionen Dollar über eine Laufzeit von zwei Jahren abgeschlossen. Insbesondere diese TV-Verträge steigerten die Popularität des Sports. Hatten 1960 die 12 Teams einen Wert von jeweils einer Million Dollar, stieg dieser Wert bis 1989 auf 100 Millionen Dollar. Durch die TV-Verträge gelang es auch den Teams in kleineren Märkten (z. B. Green Bay Packers), wirtschaftlich zu überleben. In seine Amtszeit fällt außerdem die Einführung der Monday Night Games, um die Reichweite und die Einschaltquoten zu erhöhen.
Nach dem Attentat auf Präsident John F. Kennedy 1963 entschied Rozelle in Abstimmung mit dem Pressesprecher des Weißen Hauses und ehemaligen Klassenkameraden, Pierre Salinger, dass die Spiele des folgenden Wochenendes ausgetragen werden. Später kam er zur Auffassung, dass eine Verschiebung der Spiele die bessere Entscheidung gewesen wäre.
1963 setzte er eine Sperre gegen die Spieler Paul Hornung und Alex Karras durch, die entgegen der Regeln auf NFL-Spiele gewettet hatten. Dafür erhielt er von Sports Illustrated die Auszeichnung Sportsman of the Year.
1965 kauft die NFL von Ed Sabol Blair Motion Pictures. Im April 1965 wird das Unternehmen in NFL Films umbenannt.
Ab Mitte der 1960er Jahre intensivierte er die Gespräche mit der konkurrierenden AFL. Es gelang ihm, mehrere Eigner beider Ligen für die Fusion zu gewinnen. Da der Commissioner der AFL, der Eigner der Raiders, Al Davis die Fusion vehement ablehnte, erfolgte die Einigung ohne ihn. Ergebnis dieser Fusion war 1967 das ausgetragene AFL-NFL World Championship Game, das ab 1969 Super Bowl genannt wurde. Rozelle befürchtete zunächst, dass die AFL sportlich der NFL unterlegen sei. Aber spätestens mit dem Sieg der Jets über die Colts im Jahr 1969 erwies sich dies als falsch. Neben dieser sportlichen Herausforderung musste Rozelle auch die Genehmigung der Fusion durch das amerikanische Parlament erreichen.
Während seiner Amtszeit hatte Rozelle 1974 mit der World Football League und 1983 bis 1985 mit United States Football League zwei weitere Male die Herausforderung einer konkurrierenden Liga. Diese beiden Versuchen erwiesen sich jedoch weder finanziell noch sportlich als ebenbürtig.
Für die Saison 1970 verantwortete er die Neuordnung der Liga mit nunmehr 26 Teams. Außerdem schloss er einen Vier-Jahres-Vertrag mit der NFLPA über die Zahlung von jährlich 4 Millionen Dollar in eine Pensionskasse ab. Während seiner Amtszeit kam es 1974, 1982 und 1987 durch Spielstreiks zu Ausfällen von Spieltagen.
1974 wurden mit geänderten Overtime-Regeln und der Verlegung der Torpfosten hinter die Endzone wichtige Änderungen eingeführt.
1978 wurde die Spielsaison auf 16 Spielwochen sowie auf Playoffs mit 10 Mannschaften erweitert. Die seit 1966 bestehenden Differenzen mit Al Davis eskalierten, bis es 1982 zu einem Gerichtsbeschluss kam, der es den Teams fortan einfacher ermöglichte, ihren Spielort zu verlegen. In den 1980er Jahren wurde die eigenständige Handlungsfähigkeit von Rozelle durch mehrere Eigner-Ausschüsse stark eingeschränkt.
1989 beendete Pete Rozelle seine Tätigkeit als Commissioner, blieb jedoch weiterhin Berater für die Liga.
Rozelle heiratete 1949 die Schauspielerin Jane Marilyn Coupe. 1958 wurde die gemeinsame Tochter Anne Marie geboren. 1972 wurde die Ehe auf Grund der Alkoholerkrankung von Jane geschieden. 1975 erhielt Rozelle das Sorgerecht für seine Tochter. 1974 heiratete er Carrie Cooke, die ehemalige Schwiegertochter des Eigners der Washington Redskins, Jack Kent Cooke.
1996 starb er an einem Gehirntumor.

## Ehrungen
1985 wurde Rozelle die Pro Football Hall of Fame aufgenommen. Die Super-Bowl-MVP-Trophäe ist seit dem 8. Oktober 1990 nach Rozelle benannt: Erstmalig wurde die so bezeichnete Trophäe zum Super Bowl XXV verliehen.
1999 bezeichnete ihn „The Sporting News“ als die mächtigste Person im Sport im 20. Jahrhundert.